# Gräberfeld von Stößen
Koordinaten: 51° 6′ 50″ N, 11° 55′ 22″ O
Das Gräberfeld von Stößen zählt zu den wichtigen Körpergräberfeldern der althüringischen Eliten auf dem Gebiet des Thüringer Reiches während der späten Völkerwanderungszeit. Es wurde im Burgenlandkreis in Sachsen-Anhalt entdeckt und konnte bisher nur zur Hälfte vom Landesmuseum Halle aus untersucht werden.

## Fundbeschreibung
Das Gräberfeld auf dem Gebiet der Altthüringer war von der Mitte des fünften Jahrhunderts bis zum Beginn des siebten Jahrhunderts belegt. Es gehört zu den größten Gräberfeldern der Völkerwanderungszeit.
Auf einer Gesamtfläche von 350 mal 250 Metern wurden 103 Körpergräber, sieben Brandgräber, vier Pferdegräber und ein Kreisgraben entdeckt. Die Ausgrabungen der Körpergräber erfolgten in unterschiedlichen Teilbereichen des Gräberfeldes.
Die archäologische Forschung nimmt an, dass bei abschließender Ausgrabung des Areals noch etwa 100 Gräber hinzukommen werden.

### Grabbeigaben
Die Beigabenausstattung der Gräber zeigt im Durchschnitt die bescheidene Gutsituiertheit einer völkerwanderungszeitlichen Gemeinschaft, die sich als dem Kriegsstand zugehörig präsentiert.

### Kriegergräber
In herausragenden Kriegergräbern lagen komplette Waffenausstattungen aus Schwert, Lanze und Schild. Darunter befanden sich mehrere damaszierte Waffen.
Kriegergrab Nr. 12
Dieses Grab etwa enthielt als Waffenausrüstung eine Spatha, eine Lanze, einen Sporn und eine Knaufhammeraxt sowie einen Rüsselbecher fränkischer Provenienz.

### Frauengräber
In den untersuchten Frauengräber kamen Fibelausstattungen aus Bügel- und Kleinfibeln vor.
Darunter befanden sich zahlreiche silbervergoldete sogenannte Thüringer Fibeln, etwa Zangenfibeln sowie Fibeln mit Vogelköpfen.
Ebenso fanden sich in den Frauengräbern S-Fibeln und Vogel-Fibeln als Teil der Fibeltracht.
Einige Frauengräber enthielten Zierschlüsselpaare, etwa Grab (Befund 29) und Grab (Befund 51).
Zum Grab (Befund 84) mit Bügelfibelpaar gehörte das erhaltene Kettengeflecht einer Tasche.

### Thüringische Drehscheibenkeramik
Ergraben wurde in auffallend großen Mengen Thüringische Drehscheibenkeramik auf diesem Gräberfeld.

## Spangenhelm byzantinischer Provenienz

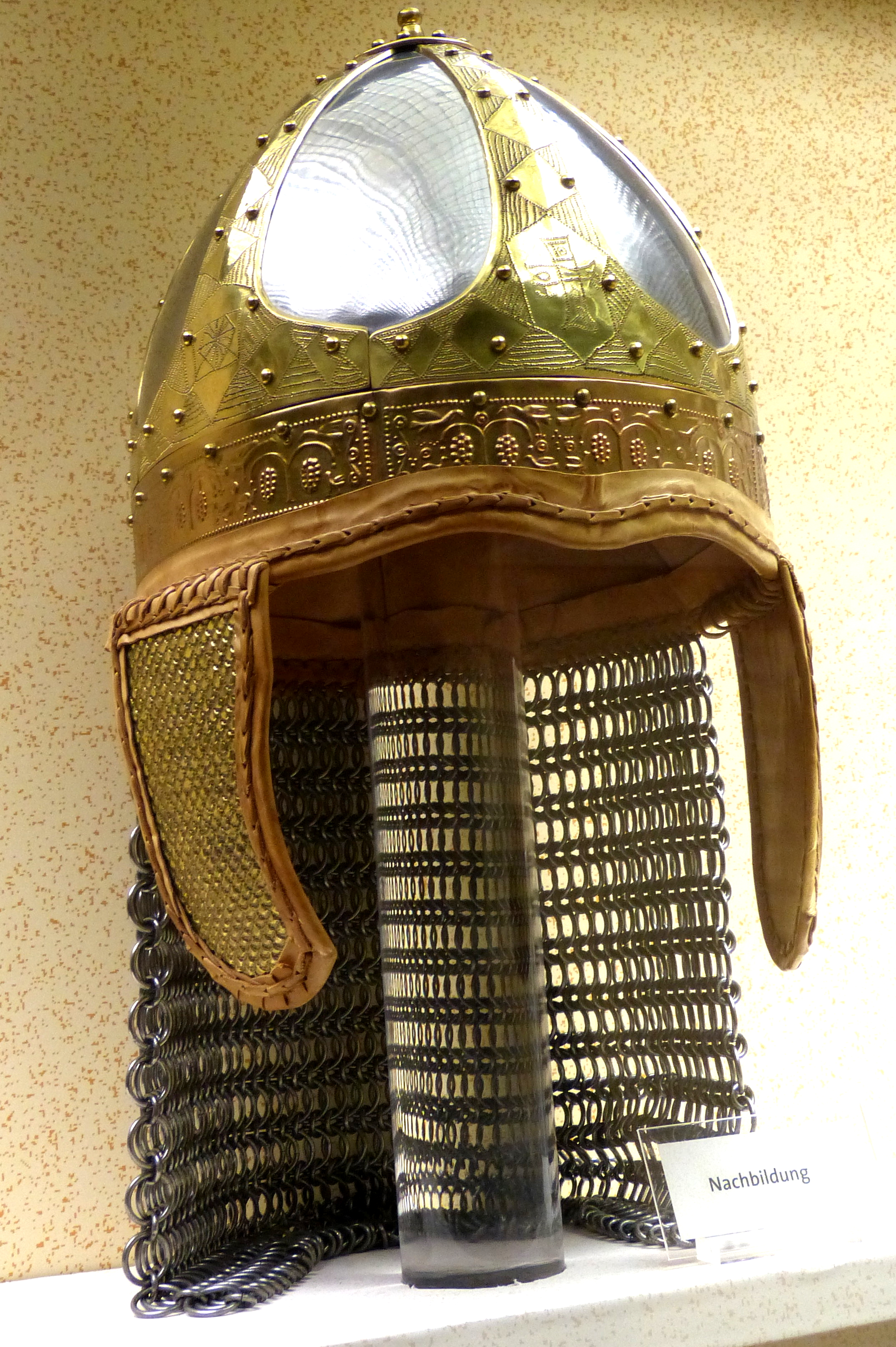
Byzantinischer Spangenhelm aus einem Elite-Kriegergrab des altthüringischen Gräberfeldes bei Stößen (veraltete Rekonstruktion im Museum für Ur- und Frühgeschichte Thüringens in Weimar)

Das Gräberfeld von Stößen gehört wegen des außerordentlich seltenen Fundes eines Spangenhelms zu den bekannten Fundstellen auf dem Gebiet des Thüringer Reiches, obwohl die Untersuchung auf einer bisher nur teilweise ergrabenen Gesamtfläche basiert
Ur- und frühgeschichtliche Helme entstammen vorwiegend Hort-, Opfer- und Flussfunden. Merowingerzeitliche Helme hingegen sind fast immer Funde in Gräbern. Heiko Steuer nimmt nach Schätzungen an, dass maximal nur ein Prozent der besonders prunkvoll herausragenden (bei einfachen dürften es nur ein Promille sein) Bestattungen bekannt sind, damit stehen hochgerechnet den aus Ausgrabungen bekannten Prunkhelmen (29 Exemplare) etwa 3000 einstmals existierende Helme gegenüber.

## Einordnung
Der Fundplatz Stößen gehört zu einer Reihe von Gräberfeldern mit beigabenreichen Bestattungen. Diese Elitegräber sind von Berthold Schmidt mehrfach kartiert worden. Die außerordentlich reichen Bestattungen werden auch als „Hochadelsgräber“ bezeichnet.
Wichtige Gräberfelder mit ,Adelsbestattungen` im Norden und Osten des Harzes sind Deersheim (mit Wagengrab), Schönebeck, Großörner und Obermöllern. Auch das jüngere Hornhausen, im Süden Oßmannstedt, Gispersleben mit einem altthüringischen Wagengrab sowie Weimar gehören in das Umfeld der Altthüringer.
Südlich des thüringischen Kerngebietes, im heutigen Unterfranken verweist das Gräberfeld von Zeuzleben im Landkreis Schweinfurt, ebenfalls mit einem althüringischen Wagengrab, auf frühe Siedlungsspuren der Thüringer.
Neben diesen den Altthüringern zugewiesenen Gräberfeldern gibt es auch Gräberfelder mit starken Einfluss durch die fernen Merowinger, etwa das altthüringisch-fränkische Gräberfeld von Alach, einem Ortsteil in Erfurt.
Die Sitten im Thüringer Reich vor dessen Ende um 531 waren vor allem von den Beziehungen zu den Goten und Langobarden in Italien geprägt.
Mit der Eroberung des Thüringer Reiches durch die Merowingerkönige in den Jahren 531 bis 534 nimmt der Einfluss der Franken zu, auch im Gebiet der Thüringer hält die fränkische Sitte – Reihengräberfriedhöfe anzulegen – Einzug.

## Ausstellung
Die hervorragenden Grabfunde aus dem Gräberfeld Stößen sind Teil der Sammlung des Landesmuseums für Vorgeschichte in Halle (Saale).